# Phaeocryptopus abietis
Phaeocryptopus abietis är en svampart som beskrevs av Naumov 1914. Phaeocryptopus abietis ingår i släktet Phaeocryptopus, ordningen Dothideales, klassen Dothideomycetes, divisionen sporsäcksvampar och riket svampar.   Inga underarter finns listade i Catalogue of Life.